# 陳祐 (元朝)
陈祐（1222年—1277年），一名天祐，字庆甫，号节斋，元朝赵州宁晋（今河北宁晋县）人。
陈祐博通经史，能写诗文。1253年，开始为末哥王府尚书，又任王府分地河南府（治今洛阳）总管。中统元年（1260年），忽必烈即位，任命他为河南西路总管，时以清廉谨慎著称。至元二年（1265年），降为南京路治中。至元三年（1266年），改卫辉路总管。立孔子庙，修比干墓。至元六年（1269年）为山东东西道提刑按察使。反对罢中书省，得罪阿合马，转任佥中兴行省事。至元十三年（1276年），为南京路总管。至元十四年（1277年），转任浙东道宣慰使，奉命检覆庆元、台州民田，归途至新昌，被玉山乡反元势力杀害，时年五十六岁。追封河南郡公，谥忠定。著有《节斋集》。